# Maria Kristin Yulianti
Maria Kristin Yulianti (född 25 juni 1985 i Tuban) är en indonesisk idrottare som tog brons i badminton vid olympiska sommarspelen 2008 i Beijing.

## Olympiska meriter

### Olympiska sommarspelen 2008
| Namn                   | Gren   | 32-delsfinal                       | 16-delsfinal                 | 8-delsfinal                               | Kvartsfinal                        | Semifinal                      | Final                              | Final |
| Namn                   | Gren   | Resultat                           | Resultat                     | Resultat                                  | Resultat                           | Resultat                       | Resultat                           | Plats |
| ---------------------- | ------ | ---------------------------------- | ---------------------------- | ----------------------------------------- | ---------------------------------- | ------------------------------ | ---------------------------------- | ----- |
| Maria Kristin Yulianti | Singel | Schenk (GER) W 18-21, 21-13, 22-20 | Martínez (ESP) W 21-9, 21-14 | (6) Rasmussen (DEN) W 18-21, 21-19, 21-14 | Nehwal (IND) W 26-28, 21-14, 21-15 | (2) Zhang (CHN) L 15-21, 15-21 | (3) Lu (CHN) W 11-21, 21-13, 21-15 |       |